# Instituto Oceanográfico del Pacífico (México)
El Instituto Oceanográfico del Pacífico de México (IOP) es un centro de investigación oceanográfica e hidrográfica de la Armada de México. En sus instalaciones se desarrolla la Reunión Internacional de Investigadores del Archipiélago de Revillagigedo. Realiza investigación oceanográfica en apoyo a la seguridad marítima y en las operaciones navales en aguas nacionales, coadyuvando a las dependencias de la administración pública federal afines, en la definición e implementación de una política de explotación racional y adecuada conservación de los recursos marítimos de México, así como de preservar las condiciones del ecosistema marino en el mar territorial y zona económica exclusiva.
Cuenta con las embarcaciones hidrográficas de investigación ARM Alacrán (BI-08) y ARM Rizo (BI-09). Fue creado en julio de 1977 con el nombre de Instituto Oceanográfico de Manzanillo por la Dirección General de Oceanografía Naval de la Secretaría de Marina con el propósito de descentralizar actividades y contar con presencia en ese litoral siendo su primer director Gustavo Calderón Riveroll. En 1980, llegó una planta de investigadores con posgrados especializados en diferentes ramas de ciencias marinas obtenidos de instituciones nacionales y extranjeras. Desde 1996 cuenta con 2 brigadas de levantamientos hidrográficos con el fin de optimizar el desarrollo del Plan Nacional de Cartografía Náutica.

## Historia
La Secretaría de Marina en 1960 creó la Dirección General de Faros e Hidrografía acorde con las tendencias mundiales de los países ribereños de considerar los recursos marítimos como actores vinculados con la seguridad nacional y al proceso de desarrollo socioeconómico. A finales la década de los sesenta, la Armada de México incursiona de manera decidida en las actividades científicas vinculadas a la investigación oceanográfica por lo que la Dirección General de Faros e Hidrografía es sustituida en 1972 por la de Dirección General de Oceanografía y Señalamiento marítimo.
Con el establecimiento de la Zona Económica Exclusiva, en donde México adquiere derechos soberanos para fines de explotación, conservación y administración de los recursos naturales de los fondos marinos, subsuelo y aguas supradyacentes, se incrementa la necesidad de ampliar la investigación oceanográfica en nuestro país. El 1 de julio de 1977 la Secretaria de Marina a través de la Dirección general de Oceanografía crea el Instituto Oceanográfico de Manzanillo; inaugurado en 1979 por el entonces presidente José López Portillo. De esta manera, a partir de 1977 la Secretaría de Marina intensifica sus actividades de investigación oceanográfica, al tiempo que desconcentra hacia las costas gran parte de sus tareas. 
El 16 de octubre del año 2000 es regularizado cambiando su denominación a Instituto Oceanográfico del Pacífico, con sede en Manzanillo, Colima. El 1 de febrero del 2004 el Instituto se integra como Dirección de Área dependiente del Instituto de Investigación y Desarrollo Tecnológico de la Armada de México. El 21 de enero del 2006 pasa a depender técnica y administrativamente de la Dirección General Adjunta de Oceanografía, Hidrografía y Meteorología y militarmente del Mando Naval en la jurisdicción. En la actualidad el instituto Oceanográfico del Pacífico se encuentra ubicado en las Instalaciones de la Sexta Región Naval.

## Educación
El Instituto Oceanográfico del Pacífico cuenta con 3 especialidades: 
- Especialidad en Oceanografía
- Especialidad en Ciencias Marinas
- Especialidad en Contaminación Marina

## Directores
| Rango                                 | Director                       | Periodo                                     |
| ------------------------------------- | ------------------------------ | ------------------------------------------- |
| Teniente de Navío a Contralmirante    | Gustavo Calderón Riveroll      | 1 de julio de 1977 - 21 de mayo de 1994     |
| Capitán de Corbeta                    | Guillermo Arturo Sáenz Polanco | 16 de agosto de 1994 - 1 de febrero de 1998 |
| Capitán de Fragata                    | José Heriberto Santos Reséndiz | 1 de febrero de 1998 - 16 de julio de 2001  |
| Capitán de Corbeta                    | Juan José Ruiz Tovar           | 16 de julio de 2001 - 16 de julio de 2003   |
| Capitán de Fragata                    | Raúl Martínez Sánchez          | 16 de julio de 2003 - 16 de abril de 2004   |
| Capitán de Fragata                    | Cecilio Olvera Malagón         | 16 de abril de 2004 - 16 de julio de 2005   |
| Capitán de Fragata                    | José Luis Estrada Pimentel     | 16 de julio de 2005 - 16 de julio de 2006   |
| Capitán de Fragata a Capitán de Navío | Cecilio Olvera Malagón         | 16 de julio de 2006 - 23 de febrero de 2011 |
| Capitán de Fragata                    | Miguel López Ramírez           | 2011-2015                                   |

- Datos: Q5917635